# René de Saint-Périer

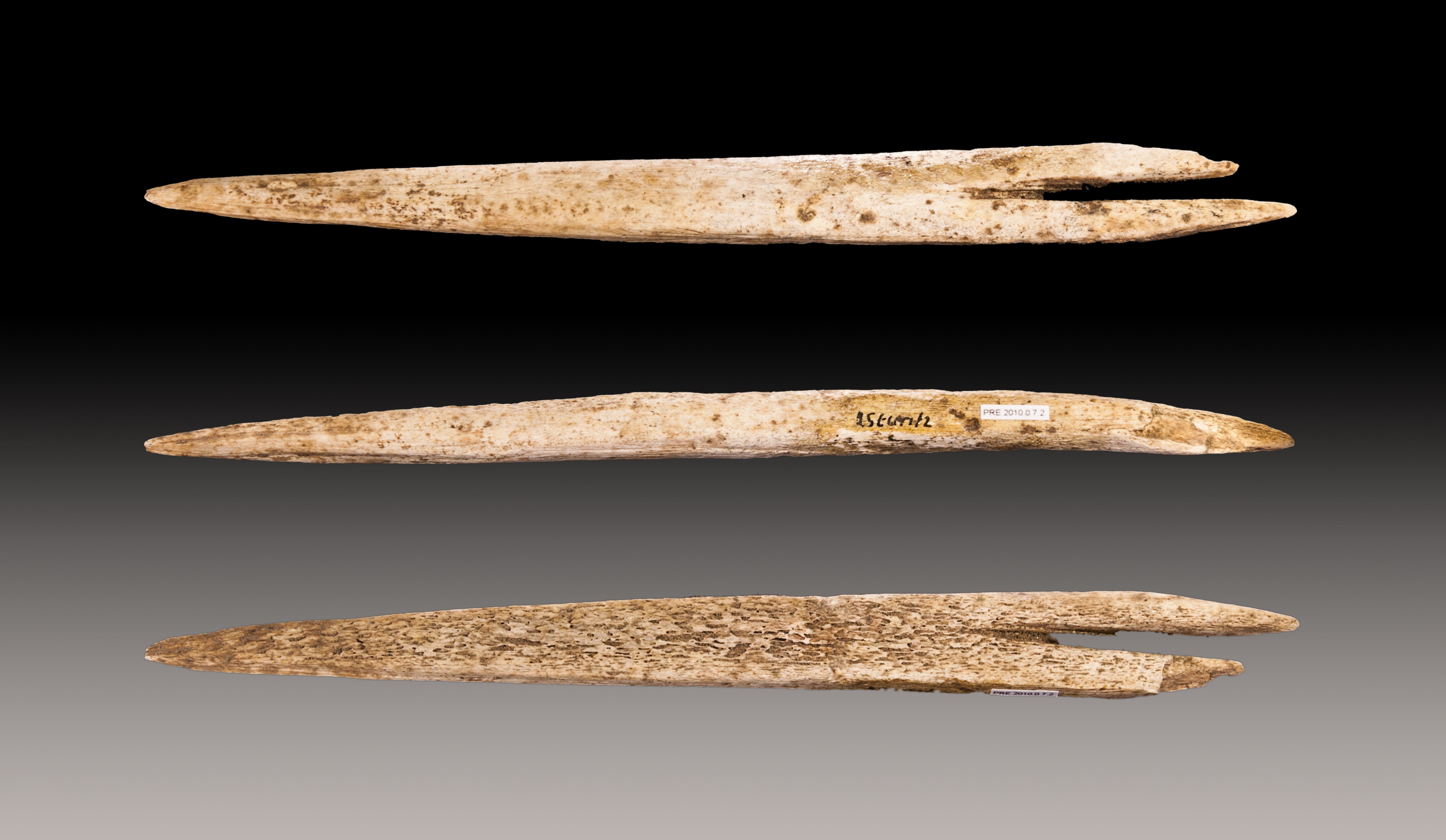
Point of Speer, Isturits, Museum von Toulouse

René de Saint-Périer (vollständiger Name René Comte de Pouilloüe de Saint-Périer; * 18. August 1877 in Biou bei Chambord; † 12. September 1950 auf Schloss Morigny) war ein französischer Prähistoriker und Lokalhistoriker.
Sein Hauptwerk ist ein dreibändiges Buch über die Höhle von Isturitz. Daneben verfasste er auch eine Stadtchronik von Étampes.

## Werke
- La Grotte d’Isturitz, Paris, Masson 1930–1952
  - Bd. 1 Le Magdalénien de la Salle Saint-Martin. 1930
  - Bd. 2 Le Magdalénien de la Grande Salle. 1936
  - Bd. 3 Les Solutréens, les Aurignaciens et les Moustériens. 1952
- L’Art préhistorique. Époque paléolithique, Paris, Reider 1932
- La Grande Histoire d’une petite ville: Etampes. Etampes 1938